# Siegfried & Roy

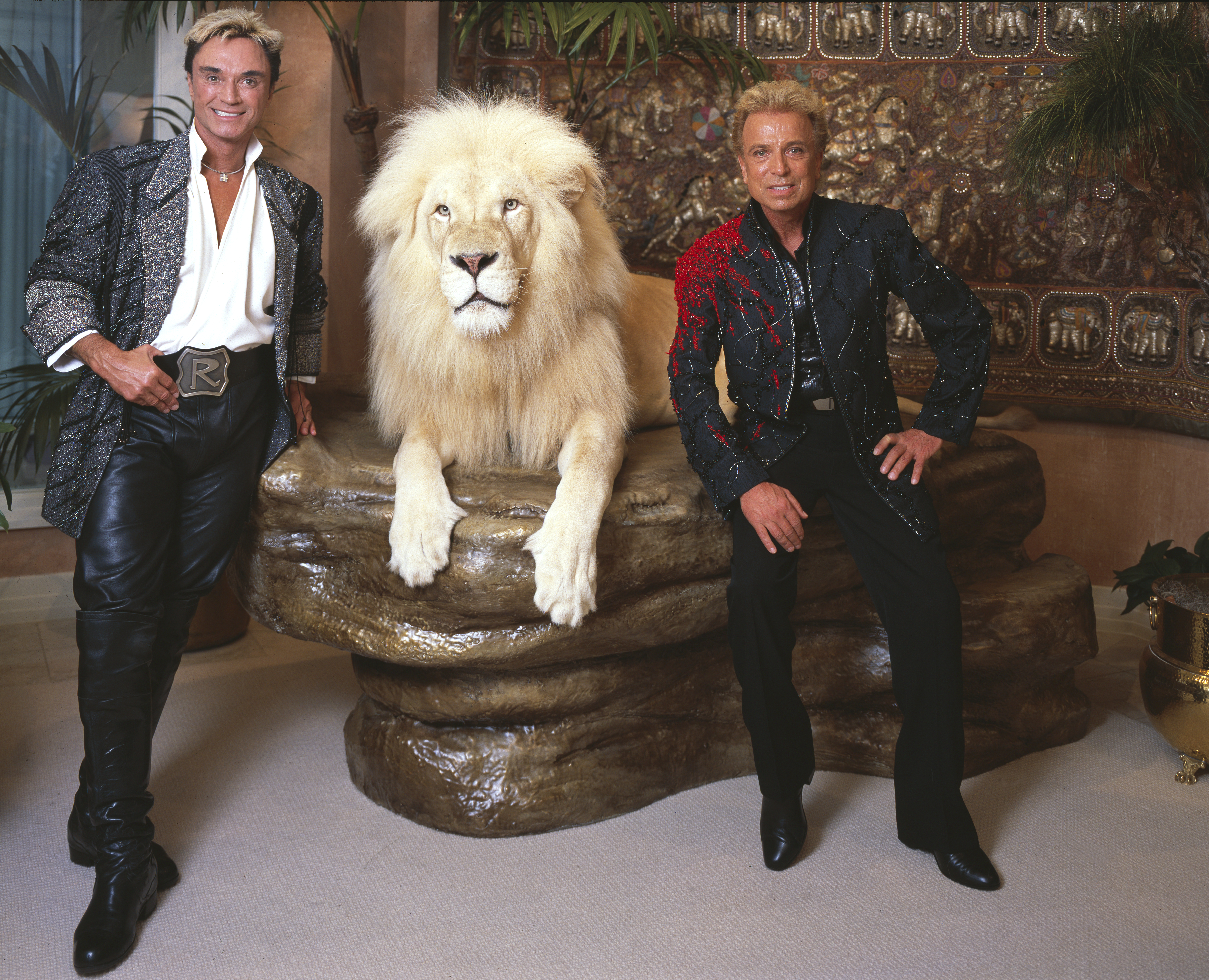
Roy Horn och Siegfried Fischbacher med ett vitt lejon.

Siegfried & Roy var en illusionistduo som hade en fast show på hotellet The Mirage i Las Vegas. De blev bland annat kända för att de hade med vita tigrar och lejon i sina föreställningar.

## Bakgrund
Siegfried Fischbacher (född 13 juni 1939 i Rosenheim, Bayern, död 13 januari 2021 i Las Vegas, Nevada, USA) och Roy Uwe Ludwig Horn (född 3 oktober 1944 i Nordenham, Niedersachsen, död 8 maj 2020 i Las Vegas, USA) föddes i Tyskland, men emigrerade till USA. Siegfried var traditionell magiker (illusionist) medan Roy växte upp bland exotiska djur vilka han var känd för att ha god hand med. De gjorde 5 750 shower tillsammans, mestadels på The Mirage.
Under en föreställning som hölls den 3 oktober 2003 skadades Roy av en tiger som bet honom. Detta gjorde att showen lades ned permanent.
Roy Horn avled 2020 i sviterna av covid-19. Den 13 januari 2021 avled även Siegfried Fischbacher.